# Chris Landman
Chris Landman (Wapenveld, 17 januari 1981) is een Nederlandse darter die uitkomt voor de PDC.

## Carrière

### PDC-carrière
In december 2021 speelde Landman in de eerste ronde van het PDC World Darts Championship 2022 tegen voormalig BDO-wereldkampioen Scott Mitchell. Hij wist de wedstrijd, zonder al te veel weerstand, met 3-0 in sets te winnen. Dat maakte dat de debutant in de tweede ronde mocht aantreden tegen Ian White, de nummer 27 van de plaatsingslijst. Deze bleek met 3-1 te sterk.
Op 20 januari 2023 versloeg hij Lukas Wenig met 5-2 in de finale van Challenge Tour 1.
Tijdens Players Championship 9 wist de Nederlander op 15 april 2023 de finale te behalen door Ron Meulenkamp, Mickey Mansell, Luke Humphries, Mike De Decker, Martin Schindler en Brendan Dolan te verslaan. Uiteindelijk was Krzysztof Ratajski met een uitslag van 8-1 te sterk. Opvallend is dat Landman op dit moment niet in het bezit was van een tourkaart, wat normaal wel nodig is voor deelname aan Players Championships, en als invaller deelnam.
Op de Q-School in januari 2024 bemachtigde de darter zijn tourkaart en daarmee voor minimaal twee jaar toegang tot het professionele circuit.

### WDF-carrière
In december 2023 bereikte Landman de finale van het WDF World Darts Championship. Daarin was Andy Baetens met een uitslag van 6-1 te sterk.

## Resultaten op wereldkampioenschappen

### WDF

#### World Championship
- 2023: Runner-up (verloren van Andy Baetens met 1-6)

#### World Cup
- 2017: Kwartfinale (verloren van Jeff Smith met 3-5)
- 2019: Laatste 16 (verloren van Darren Herewini met 3-4)

### BDO
- 2018: Voorronde (laatste 40) (verloren van Derk Telnekes met 0-3)
- 2019: Laatste 32 (verloren van Kyle McKinstry met 2-3)
- 2020: Kwartfinale (verloren van Wayne Warren met 3-5)

### PDC
- 2022: Laatste 64 (verloren van Ian White met 1-3)
- 2025: Laatste 96 (verloren van Lok Yin Lee met 1-3)